# Hula (software)
Hula è un software libero per la gestione di posta e calendario annunciato il 15 febbraio 2005 da Novell.
È derivato da un prodotto preesistente della medesima software house, Netmail.

## Descrizione
Il protocollo adottato per la gestione delle funzioni di calendario è CalDAV.
Nelle intenzioni degli sviluppatori Hula punta a coprire tre principali funzionalità: uno strumento per la gestione di appuntamenti e impegni; un programma web per la gestione della posta con un'interfaccia ricca; un metodo di ricerca all'interno di tutte queste informazioni combinate all'interno del server.
La licenza sotto la quale viene distribuito è la GNU General Public License, adottata recentemente in luogo della precedente scelta di una licenza congiunta MPL/LGPL.
Tra gli sviluppatori si possono citare i nomi di Dave Camp e Joe Gasiorek.

## Progetti correlati
- Zimbra